# June Millington
June Elizabeth Millington (* 14. April 1948 in Manila) ist eine philippinisch-amerikanische Musikerin, Songwriterin und Produzentin.

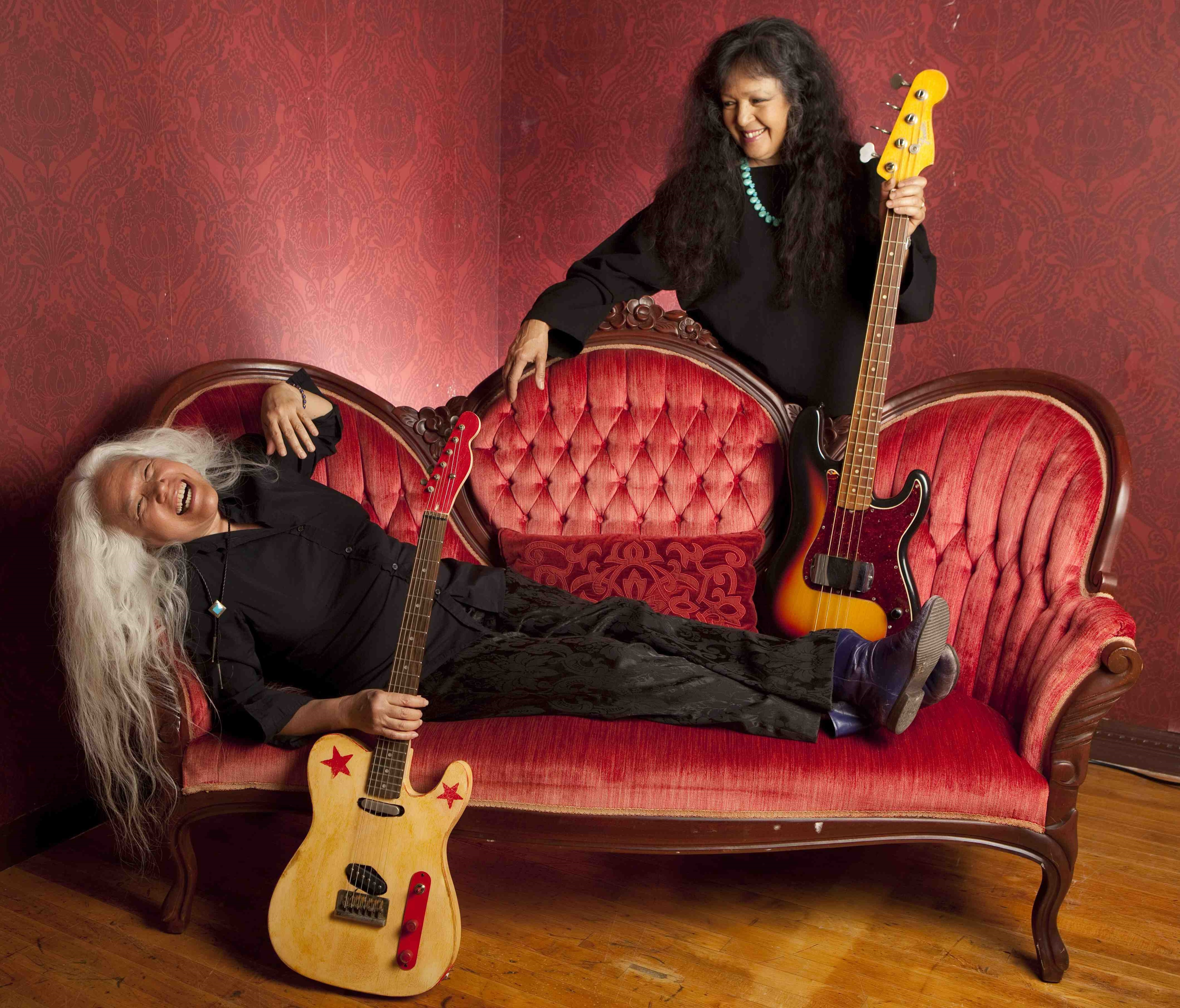
June Millington (links) mit ihrer Schwester Jean Millington (2011)

Sie ist vor allem als Teil der Band Fanny bekannt, deren Karriere als Pionierarbeit für Frauen im Rock-Genre angesehen wird.

## Leben

### Kindheit und Jugend
June Millington ist die Tochter eines US-Amerikaners aus Vermont und einer Philippinerin. Ihre Eltern lernten sich auf einem Blind Date kennen. Ihr Vater kämpfte für die U.S. Navy im Zweiten Weltkrieg und ließ sich schließlich mit ihrer Mutter in Manila nieder. Die Erziehung war streng spanisch-katholisch. Die Familie lebte eher in der Oberschicht, da Millingtons Großvater eine Eisfabrik besaß, die während der Besetzung der Philippinen durch Japan nicht zerstört wurde.
Millington und ihre Schwester Jean hatten erste Berührungspunkte mit dem Musizieren in ihrer Kindheit, indem sie zunächst Ukulele spielten. Nachdem Millington in der katholischen Schule, die sie besuchte, ein Mädchen Gitarre spielen sah, entwickelte sie den großen Wunsch, dieses Instrument zu lernen. Daraufhin schenkte ihre Mutter ihr eine kleine, handgemachte Gitarre. Einen Monat später zog die Familie in die Vereinigten Staaten um.
Nach dem Umzug nach Sacramento, Kalifornien im Jahr 1961 kaufte Millingtons Vater ihr ihre erste elektrische Gitarre in einem Gebrauchtwarenladen.
Als frühe musikalische Einflüsse nennt Millington unter anderem The Beatles, Jimi Hendrix, Eric Clapton und Albert King.

### Privates
Millington ist seit ihrer Geburt auf dem linken Ohr gehörlos.
Millington ist lesbisch, was sie während ihrer Zeit mit der Band Fanny nicht öffentlich thematisierte. Sie hatte Schwierigkeiten, sich mit ihrer Sexualität zu identifizieren. Nachdem sie 1975 Cris Williamson kennenlernte und sich dem Genre der Women's Music zuwandte, fiel es ihr leichter, über ihre sexuelle Orientierung zu sprechen. Sie ist in einer langjährigen Beziehung mit der Aktivistin Ann Hackler, mit der sie auch das Institute for the Musical Arts führt.
Millington lebt vegetarisch und praktiziert tibetanischen Buddhismus.
Ende der 2010er Jahre erhielt sie Chemotherapie als Behandlung wegen Brustkrebs.

## Karriere

### 1964–1968: The Svelts
Ende 1964 gründete Millington gemeinsam mit ihrer Schwester Jean die Band The Svelts. Während ihr Vater die Band nicht guthieß, unterstützte ihre Mutter sie, indem sie half, Equipment zu kaufen. Ihren ersten Auftritt spielten sie in der Sporthalle ihrer Schule. Brie Darling nahm die Position der Schlagzeugerin ein. Bis auf June und Jean wechselte die Besetzung der Band mehrfach. Innerhalb der Band nimmt Millington eine Führungsposition ein. Sie spielten sehr viele Konzerte, bei denen sie meistens Coversongs darboten. Jedoch nahm die Band nie ein Album auf. Vornehmlich fanden die Konzerte in Clubs in Nordkalifornien statt. Allerdings führten ihre Touren die Band auch Winnipeg und Vancouver in Kanada.

### 1968–1969: Wild Honey
Im Jahr 1968 entsteht aus The Svelts die Nachfolgeband Wild Honey. Neben den June Millington an der Gitarre und Jean Millington am Bass vervollständigen die Keyboarderin Nickey Barclay und die Schlagzeugerin Alice de Buhr das Quartett, nachdem Brie Darling die Band verlässt. Alle Mitglieder waren am Gesang beteiligt. Millington verlässt die Band für kurze Zeit, um an der University of California in Berkeley zu studieren. Addie Clements ersetzt sie als Gitarristin. Nachdem sie allerdings die Band verlässt, nimmt Millington wieder den Platz als Leadgitarristin ein. 1969 geht die Band gemeinsam nach Los Angeles, um einen Vertrag bei einem Musiklabel zu bekommen. Nach einem Auftritt im Club The Troubadour in Los Angeles, bei dem die Sekretärin von Produzent Richard Perry Wild Honey positiv aufgefallen ist, bekommen sie die Chance auf ein Vorspielen. Richard Perry hilft der Band, einen Plattenvertrag mit dem Label Reprise Records, Sublabel von Warner Bros., zu unterschreiben.

### 1969–1973: Fanny
→Hauptartikel: Fanny (Band)
Wild Honey benennt sich in Fanny um und beginnt im Jahr 1969 mit den Aufnahmen für ihr Debütalbum Fanny. In dieser Anfangsphase der Band lebten alle Mitglieder gemeinsam in einem Haus in West Hollywood, welches „Fanny Hill“ genannt wurde. Dort fanden oft Jamsessions mit anderen Musikern und Musikerinnen statt. Nach der Veröffentlichung des ersten Albums im Jahr 1970 begann eine Phase von drei bis vier Jahren, in der die Band sehr viel auf Tour war, um Konzerte zu spielen. Fanny war die erste komplett weibliche Band in den Vereinigten Staaten, die ein Album bei einem Major-Label veröffentlichte.
Richard Perry produzierte die ersten drei Alben der Band, Todd Rundgren das vierte. Die gleichnamige Hauptsingle des zweiten Albums Charity Ball (1971) erreichte die Top40 der Billboard-Charts. Für die Produktion des dritten Albums Fanny Hill (veröffentlicht 1972) verbringen Millington und die Band mehrere Monate in London.
Die erfolgreichste Phase der Band lässt sich zwischen 1970 und 1973 verorten. In dieser Zeit tritt Fanny mehrmals im Fernsehen auf, unter anderem bei der Tonight Show und der Kenny Rogers Show. Außerdem gehen sie auf internationale Tourneen und spielen als Supportband für Bands wie The Kinks, Slade, Jethro Tull und Humble Pie.
Ab 1972 wird Millingtons Beziehung zum Produzenten Richard Perry angespannt. Auch mit dem nachfolgenden Produzent Todd Rundgren entstehen Konflikte. Nachdem 1973 das vierte Album Mother’s Pride erscheint, verlässt sie Fanny nach Anspannungen innerhalb der Band und wegen des fehlenden kommerziellen Erfolgs. Millington gibt als Gründe für den Weggang außerdem den immensen Druck und die fehlende Stabilität an, die bei ihr einen Nervenzusammenbruch auslöste. Sie fühlte sich auch eingeengt von der Vorgabe von Reprise Records, dass Fanny nur Rock ’n’ Roll und keine anderen Genres spielen sollte. Die Band besteht ohne sie fort und veröffentlicht ein fünftes Album.
Millington gibt an, dass die Band stets sexistischen und rassistischen Stereotypen ausgesetzt war. Die Band übte jahrelang, um auf der Bühne trotz geschlechtsbezogener Diskriminierung überzeugen zu können. Sie sahen sich als Repräsentation von Frauen im Rock ’n’ Roll. Millington verspürte einen großen Druck und eine große Motivation, besonders gut sein zu müssen.

### Nach 1973: Soloprojekte, neue Bandprojekte und IMA
Nach dem Verlassen von Fanny zieht Millington nach Woodstock, New York, um sich auf Songwriting und ihre spirituelle Entwicklung zu konzentrieren. Von dort fährt sie oft nach New York City, um an Jamsessions teilzunehmen.
Sie bewegt sich jetzt gezielt in lesbischen und feministischen Kreisen der Musik und lernt Musikerin Cris Williamson kennen, da sie in einer Beziehung mit Williamsons Bassistin ist. Millington spielt Gitarre, Keyboard und singt auf Williamsons Album The Changer and the Changed (1975) und ist ab diesem Zeitpunkt auch als Musikproduzentin tätig. Neben Williamson produzierte sie unter anderem auch für Holly Near und die Band Bitch and Animal.
Fannys fünftes Album „Rock and Roll Survivors“ erscheint 1974 und Millington wird von ihrer Schwester Jean, die nach wie vor Bassistin der Band ist, überredet, für die zum Album dazugehörige Butter Boy-Tour mitzukommen und Gitarre zu spielen. Zeitgleich wirkt sie in der siebenköpfigen Band Smiles mit, die in den Genres Pre-Salse, Funk und Disco zu verorten ist. Mit den Musikerinnen, die gemeinsam die Butter Boy-Tour gespielt hatten (Brie Berry, Wendy Haas, Patti Moschetta, Jean Millington), gründet Millington die Gruppe The L.A. All-Stars. Diese Band bekommt die Möglichkeit, einen Plattenvertrag zu unterzeichnen. Die Bedingung dafür ist allerdings ein Namenswechsel zu Fanny, weshalb Millington sich weigert, das Angebot anzunehmen.
Im Jahr 1976 geht Millington mit Cris Williamson auf Tournee.
1977 veröffentlicht sie mit ihrer Schwester Jean unter dem Namen Millington das Album Ladies on the Stage.
1981 gründet Millington ihr eigenes Musiklabel namens Fabulous Records. Das Label veröffentlicht fortan ihre Soloalben. Ihr erstes Soloalbum namens Heartsong erscheint 1981 und wird von Millington unter anderem mit dem Schlagzeuger Leo Adamian, der auch Teil von Smiles und Slammin' Babes war, aufgenommen. 1983 folgt das zweite Soloalbum „Running“.
1986 gründet Millington gemeinsam mit ihrer Partnerin Ann Hackler das Institute for the Musical Arts (IMA). Sie sind zunächst in Kalifornien ansässig, bevor das IMA 2001 nach Goshen, Massachusetts umzieht. Die Bildungsstätte handelt nicht profit-orientiert und macht sich zum Auftrag, Frauen und Mädchen in der Musik zu unterstützen. So werden Workshops, Kurse und Konzerte organisiert. Die Teilnehmerinnen können Instrumente lernen, Aufnahmetechniken kennenlernen und erfahren, wie Songwriting und das Musikgeschäft funktionieren. Ehemalige Teilnehmerinnen, die eine gewisse Bekanntheit erlangt haben, sind unter anderem Sonia Kitchell, Naia Kele und Toshi Reagon. Millington fungiert als künstlerische Leitung am IMA.
1993 veröffentlicht sie gemeinsam mit Jean Millington das Album Ticket to Wonderful.
1999 folgt von den beiden Musikerinnen das Album Melting Pot, welches gemeinsam mit der Band Slammin’ Babes entsteht.
2002 debütiert Millington als Regieassistenz für den Dokumentationsfilm Radical Harmonies, der die Geschichte der feministischen und lesbischen Bewegung der Women’s Music behandelt, welcher Millington auch angehörte.
Im Jahr 2011 veröffentlichen June und Jean Millington erneut ein gemeinsames Album namens Play Like a Girl.
2015 erscheint Millingtons Autobiografie unter dem Titel Land of a Thousand Bridges: Island Girl in a Rock & Roll World. Ihre Motivation war, mit dem Buch ihre Lebensgeschichte sichtbarer zu machen, da insbesondere die Band Fanny weitestgehend in Vergessenheit geraten war. Das Buch wurde als Hörbuch und als Musical adaptiert. Im Vorfeld wurden die Alben von Fanny durch das Musiklabel Real Gone Records neu aufgelegt und mit Liner Notes von June und Jean Millington sowie Alice De Buhr versehen. Das ehemalige Fanny-Mitglied Nickey Barclay hat seit den 1970ern keinen Kontakt mehr zur restlichen Band, worüber Millington Bedauern ausdrückt.
Nach einem Reunion-Konzert von Fanny zu Millingtons Ehren im Jahr 2016 in Massachusetts, bekam die Gruppe das Angebot eines Musiklabels, ein neues Album aufzunehmen. Millington wollte das aber nicht unter dem Namen Fanny realisieren, weshalb der Name Fanny Walked the Earth für das Projekt gewählt wurde. June Millington, Jean Millington und Brie Howard-Darling veröffentlichten das gleichnamige Album im Jahr 2018.
2020 startet Millington einen Musik-Podcast namens Music in our Veins: Conversations with June Millington and Friends. Sechs Folgen erschienen im Jahr 2020. Nach einer Pause erschien Im November 2023 eine neue Folge.
2021 erscheint der Dokumentationsfilm Fanny: Right to Rock der Filmemacherin Bobbi Jo Hart, der die Aufnahmen zum Album Fanny Walked the Earth begleitet sowie die Geschichte der Band nachzeichnet.
Im Jahr 2022 erscheint Millingtons viertes Album „Snapshots“.

## Diskografie
Enthalten sind alle Alben, an denen Millington als Musikerin mitwirkte. Millingtons Solo-Alben sind kursiv markiert.
| Interpret                                        | Titel                                             | Veröffentlichung | Label                             |
| ------------------------------------------------ | ------------------------------------------------- | ---------------- | --------------------------------- |
| Fanny                                            | Fanny                                             | 1970             | Reprise Records                   |
| Fanny                                            | Charity Ball                                      | 1971             | Reprise Records                   |
| Fanny                                            | Fanny Hill                                        | 1972             | Reprise Records                   |
| Fanny                                            | Mother's Pride                                    | 1973             | Reprise Records                   |
| Millington                                       | Ladies On The Stage                               | 1977             | United Artists Records            |
| Cris Williamson, Jackie Robbins, June Millington | Live Dream                                        | 1978             | The Dream Machine, Olivia Records |
| June Millington                                  | Heartsong                                         | 1981             | Fabulous Records                  |
| June Millington                                  | Running                                           | 1983             | Fabulous Records                  |
| June Millington                                  | One World, One Heart                              | 1988             | Fabulous Records                  |
| June Millington, Jean Millington                 | Ticket To Wonderful                               | 1993             | Fabulous Records                  |
| Fanny                                            | Live                                              | 1998             | Slick Music                       |
| June Millington, Jean Millington, Slammin' Babes | Melting Pot                                       | 2000             | Fabulous Records                  |
| Fanny                                            | First Time In A Long Time: The Reprise Recordings | 2002             | Rhino Handmade                    |
| June Millington, Jean Millington                 | Play Like A Girl                                  | 2011             | Fabulous Records                  |
| Fanny Walked The Earth                           | Fanny Walked The Earth                            | 2018             | Blue Élan Records                 |
| June Millington                                  | Snapshots                                         | 2022             | Fabulous Records                  |

## Filmografie
- Radical Harmonies (Dokumentation), 2002 (als Regieassistentin)
- The Heretics (Spielfilm), 2009 (Filmmusik)
- Sugar! (Spielfilm), 2016 (als Darstellerin)
- Mystic News (Fernsehserie), Folge „Green Ink Radio“, 2017 (als Darstellerin)
- Fanny: The Right to Rock (Dokumentation), 2021 (als Darstellerin)

## Auszeichnungen
- 1996: Lifetime Achievement Award der Audio Engineering Society[14]
- 2000: LAVA Award der Bay Area Career Women[14]
- 2005: OutMusic Heritage Award[9]
- 2007: Rockrgrl Women of Valor Award des Berklee College of Music und des Rockrgrl Magazins (gemeinsam mit der Band Fanny erhalten)[14]